# Oberleutnant
Oberleutnant (OF-1a) é uma patente das forças armadas da Alemanha (Bundeswehr), as Forças Armadas da Áustria, e o Exército Suíço.

## Historia
No Exército Alemão, data do início do século XIX. Traduzido como "primeiro-tenente", o posto é normalmente concedido a oficiais comissionados após cinco a seis anos de serviço ativo.
Oberleutnant é usado tanto pelo Exército Alemão quanto pela Força Aérea Alemã. No sistema de comparação militar da OTAN, um Oberleutnant alemão é o equivalente a um Primeiro-tenente ou Poruchik no Exército/Força Aérea das nações aliadas.
Outros usos
O posto naval equivalente é Oberleutnant zur See.
Na Alemanha Nazista, dentro das SS, SA e Waffen-SS, o posto de Obersturmführer era considerado o equivalente a um Oberleutnant no exército alemão.
| Insígnias de classificação Oberleutnant/Oberleutnant zur See (OF-1a) | Insígnias de classificação Oberleutnant/Oberleutnant zur See (OF-1a) | Insígnias de classificação Oberleutnant/Oberleutnant zur See (OF-1a) | Insígnias de classificação Oberleutnant/Oberleutnant zur See (OF-1a) | Insígnias de classificação Oberleutnant/Oberleutnant zur See (OF-1a) | Insígnias de classificação Oberleutnant/Oberleutnant zur See (OF-1a) | Insígnias de classificação Oberleutnant/Oberleutnant zur See (OF-1a) | Insígnias de classificação Oberleutnant/Oberleutnant zur See (OF-1a) | Insígnias de classificação Oberleutnant/Oberleutnant zur See (OF-1a) | Insígnias de classificação Oberleutnant/Oberleutnant zur See (OF-1a) |
| -------------------------------------------------------------------- | -------------------------------------------------------------------- | -------------------------------------------------------------------- | -------------------------------------------------------------------- | -------------------------------------------------------------------- | -------------------------------------------------------------------- | -------------------------------------------------------------------- | -------------------------------------------------------------------- | -------------------------------------------------------------------- | -------------------------------------------------------------------- |
|                                                                      |                                                                      |                                                                      |                                                                      |                                                                      |                                                                      |                                                                      |                                                                      |                                                                      |                                                                      |
| Uniforme de serviço (forma básica) (corpo blindado)                  | Uniforme de campo (infantaria blindada)                              | San OA (candidato a oficial médico)                                  | Uniforme de serviço (forma básica)                                   | Uniforme de campo                                                    | San OA (candidato a oficial médico)                                  | Alça de ombro                                                        | Insígnia de manga                                                    | Alça de ombro                                                        | San OA (candidato a oficial médico)                                  |

### Exército Popular Nacional
No Exército Nacional Popular da RDA (NVA), o grau OF1a «Oberleutnant» era o posto de tenente mais alto, comparável ao primeiro-tenente da OTAN, até 1990. Isso se referia à doutrina militar soviética e em linha com outras forças armadas do pacto de Varsóvia.
O posto equivalente do Volksmarine era o Oberleutnant zur See, mais tarde Oberleutnant simples. No entanto, a formulação interna Oberleutnant zur See foi usada continuamente. Em referência às forças armadas soviéticas e a outras forças armadas do pacto de Varsóvia, Oberleutnant era o segundo posto de oficial mais baixo até 1990.
|              |              | N/A          |              |                      |                      |
| Oberleutnant | Oberleutnant | Oberleutnant | Oberleutnant | Oberleutnant zur See | Oberleutnant zur See |